# Bruno Orešar
Bruno Orešar, né le 21 avril 1967 à Zagreb, est un ancien joueur de tennis professionnel yougoslave, aujourd'hui croate.

## Palmarès

### Finales en simple messieurs
| No | Date       | Nom et lieu du tournoi        | Catégorie | Dotation  | Surface      | Vainqueur   | Score         |  |
| -- | ---------- | ----------------------------- | --------- | --------- | ------------ | ----------- | ------------- |  |
| 1  | 13-06-1988 | Athens International, Athènes |           | 93 400 $  | Terre (ext.) | Horst Skoff | 6-3, 2-6, 6-2 |  |
| 2  | 31-07-1989 | Swedish Open, Båstad          |           | 275 000 $ | Terre (ext.) | Paolo Canè  | 7-6, 7-6      |  |

### Finale en double messieurs
| No | Date       | Nom et lieu du tournoi          | Catégorie | Dotation  | Surface      | Vainqueurs                | Partenaire  | Score    |  |
| -- | ---------- | ------------------------------- | --------- | --------- | ------------ | ------------------------- | ----------- | -------- |  |
| 1  | 04-07-1988 | Tournoi de tennis US Pro Boston |           | 297 500 $ | Terre (ext.) | Jorge Lozano Todd Witsken | Jaime Yzaga | 6-2, 7-5 |  |